# Musée d'Egmont

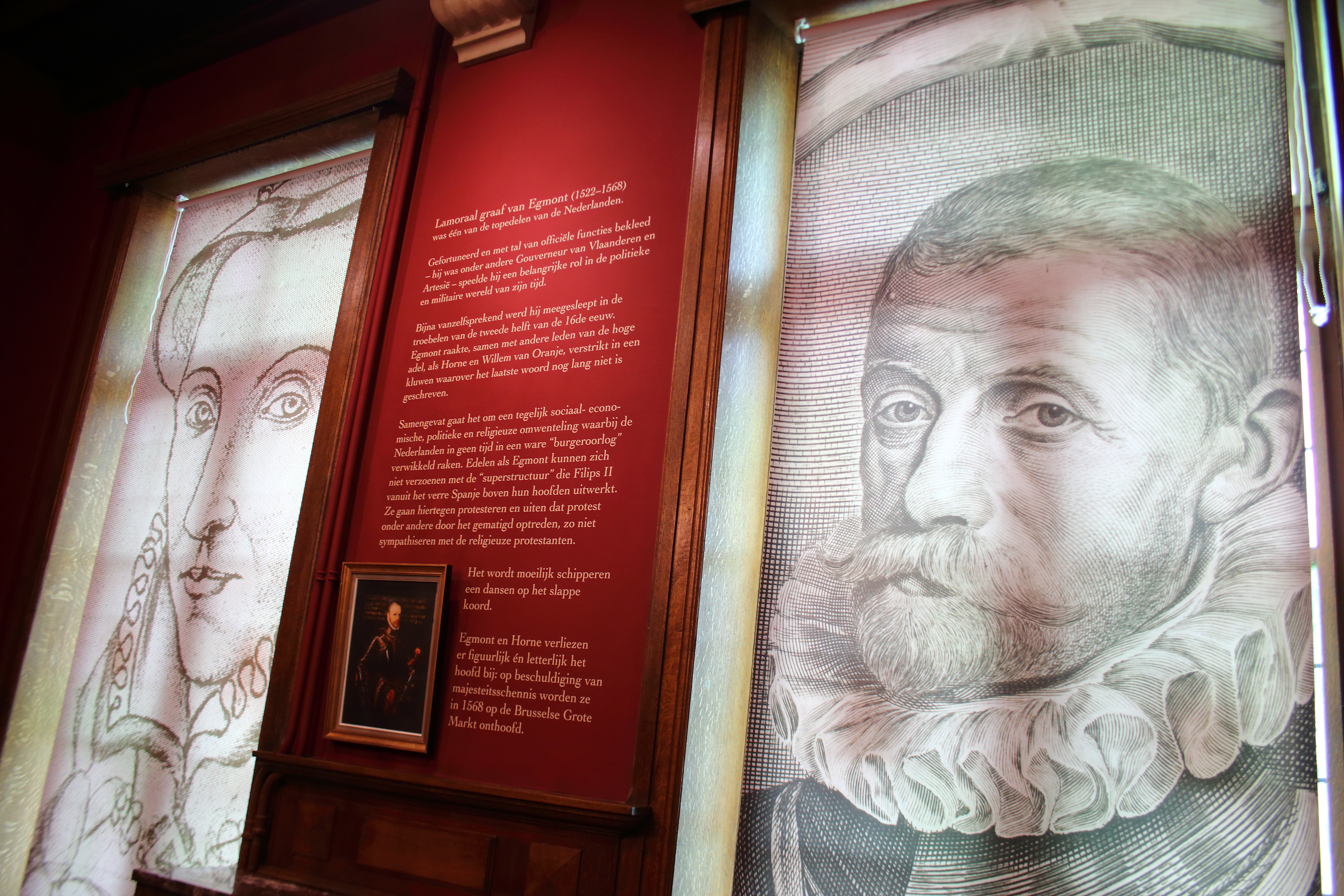
Le musée d'Egmont.

Le Musée d'Egmont (en néerlandais Egmontkamer) est un musée situé dans l'ancien cabinet du bourgmestre à l'ancien hôtel de ville de Zottegem en Belgique,.
Le musée ouvre en 2018 pour commémorer le 450e anniversaire de la décapitation de Lamoral d'Egmont. Il présente plusieurs objets historiques relatifs au comte d'Egmont (Lamoraal van Egmont). 
La vie mouvementée de Lamoral est expliquée à l'aide de gravures, peintures et objets archéologiques. Des monnaies retrouvées dans le château d'Egmont sont présentées, tout comme des faïences d'Anvers du même château et les écussons originels de Lamoral et de son épouse Sabine de Palatinat-Simmern.  
La plaque funéraire de Sabine, datant du seizième siècle, et la plaque apposée en 1804 lors de la redécouverte de la crypte d'Egmont, les coeurs embaumés de Lamoral et de ses fils Charles et Philippe et une reconstruction en 3D des crânes d'Egmont et de Sabine sont également exposés,,.
Dans la salle du conseil de l'ancien hôtel de ville se trouvent un écrin contenant une vertèbre cervicale d'Egmont et deux peintures Derniers honneurs rendus aux comtes d'Egmont et de Hornes de Louis Gallait (1882) et Le château d'Egmond aan den Hoef du maître hollandais Gilles de Saen (1570). 

## Galerie

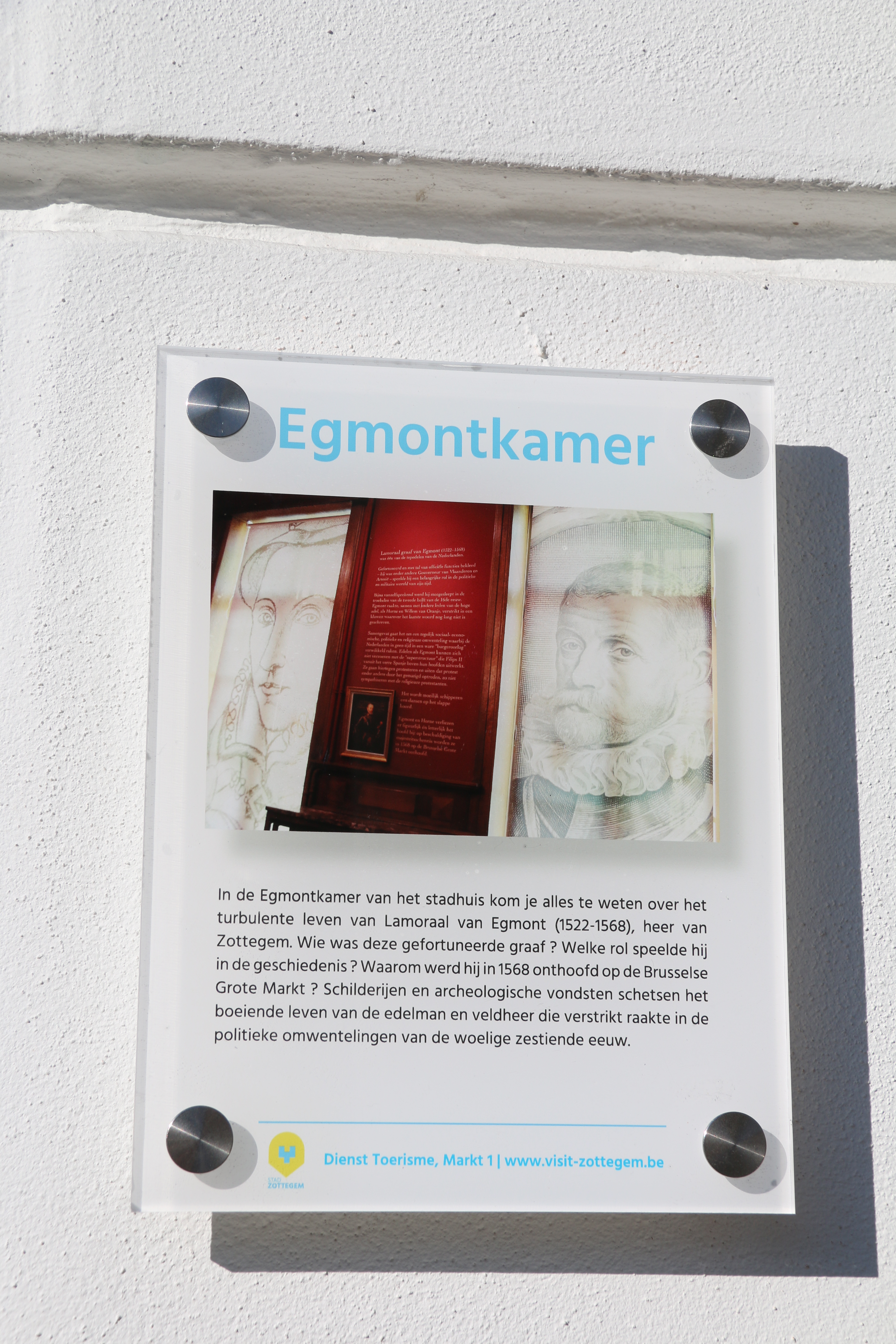
Panneau d'information.
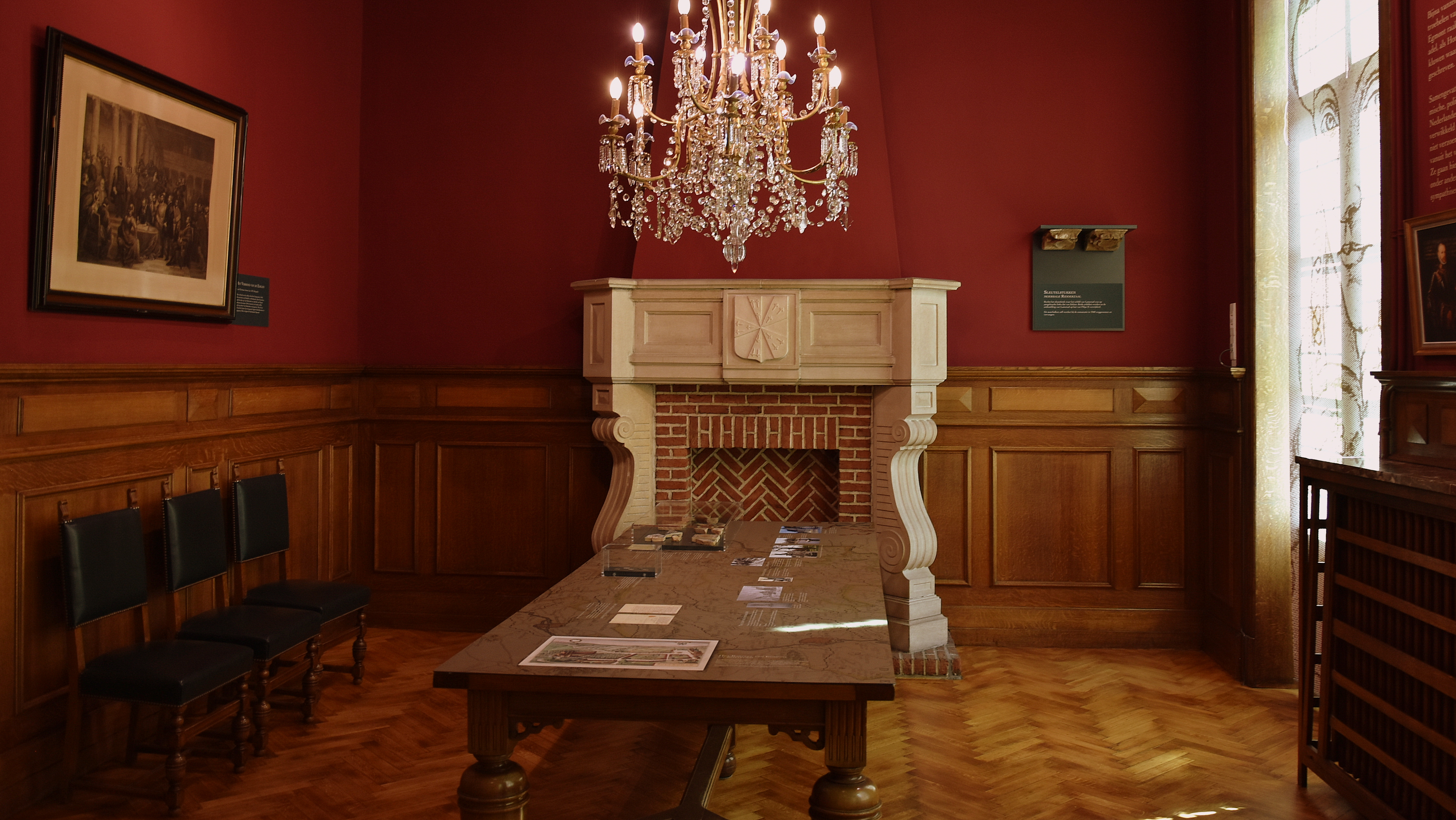
Le musée d'Egmont.
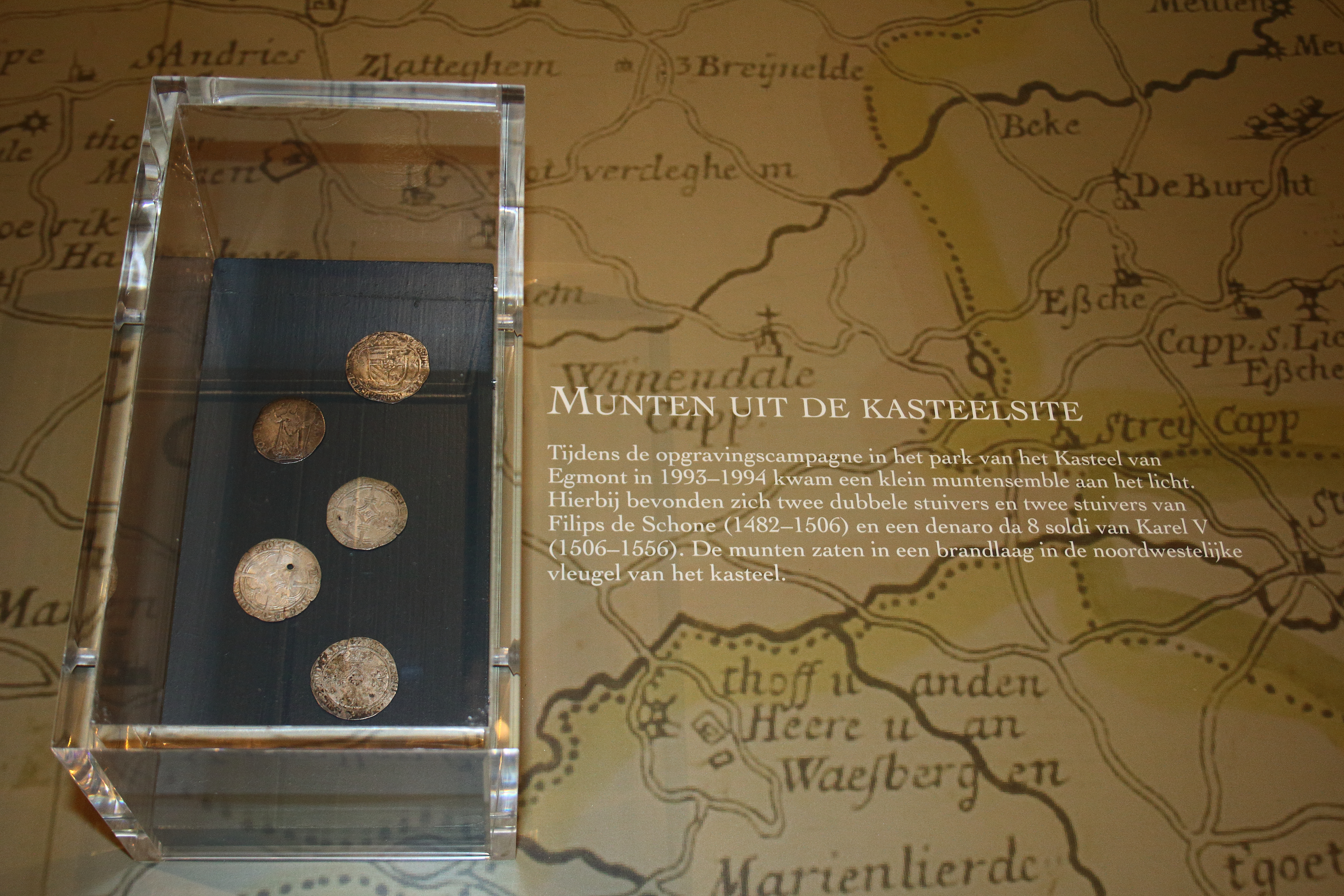
Pièces de monnaie trouvées dans le château.
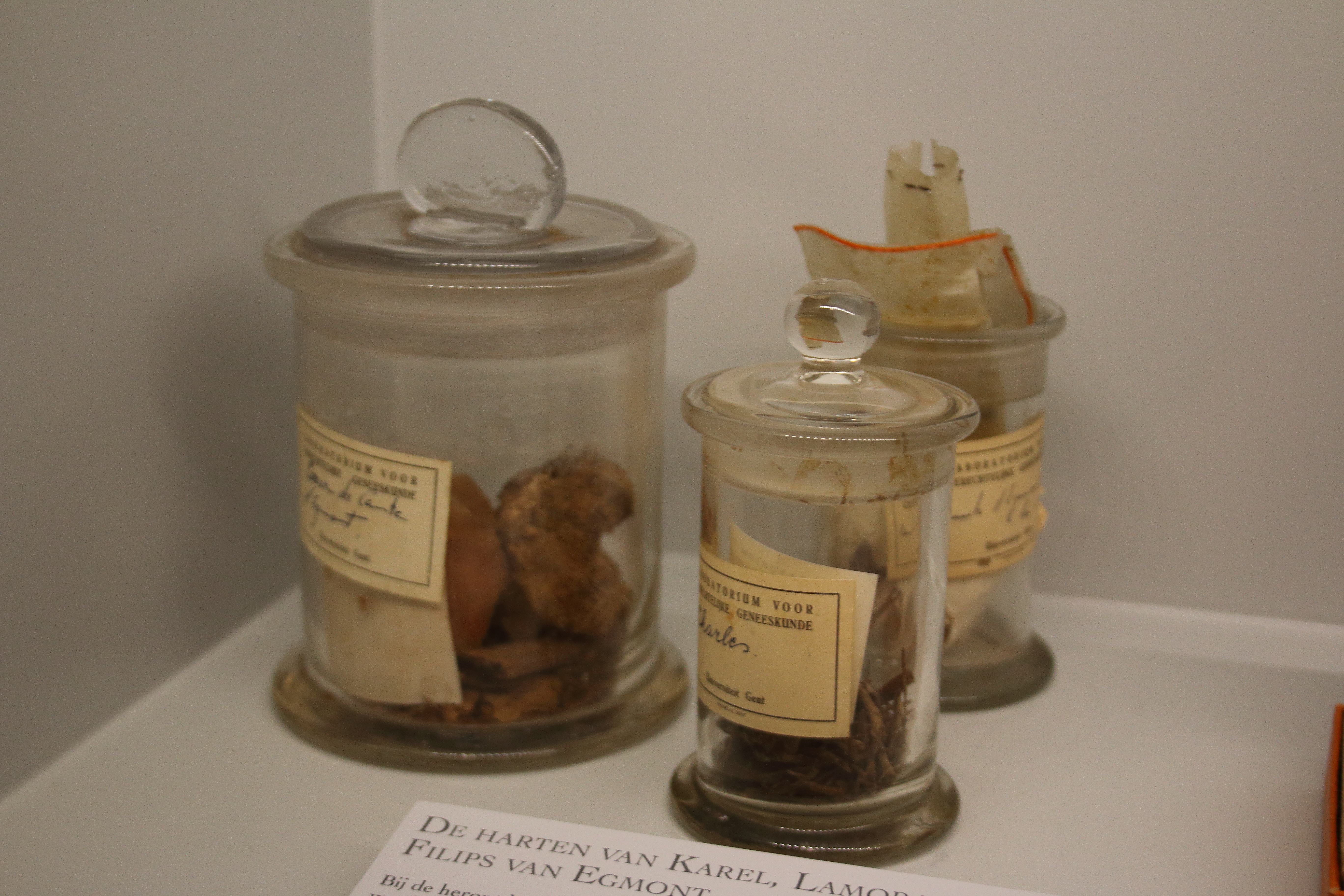
Les cœurs embaumés de Lamoral et de ses fils Charles et Philippe.
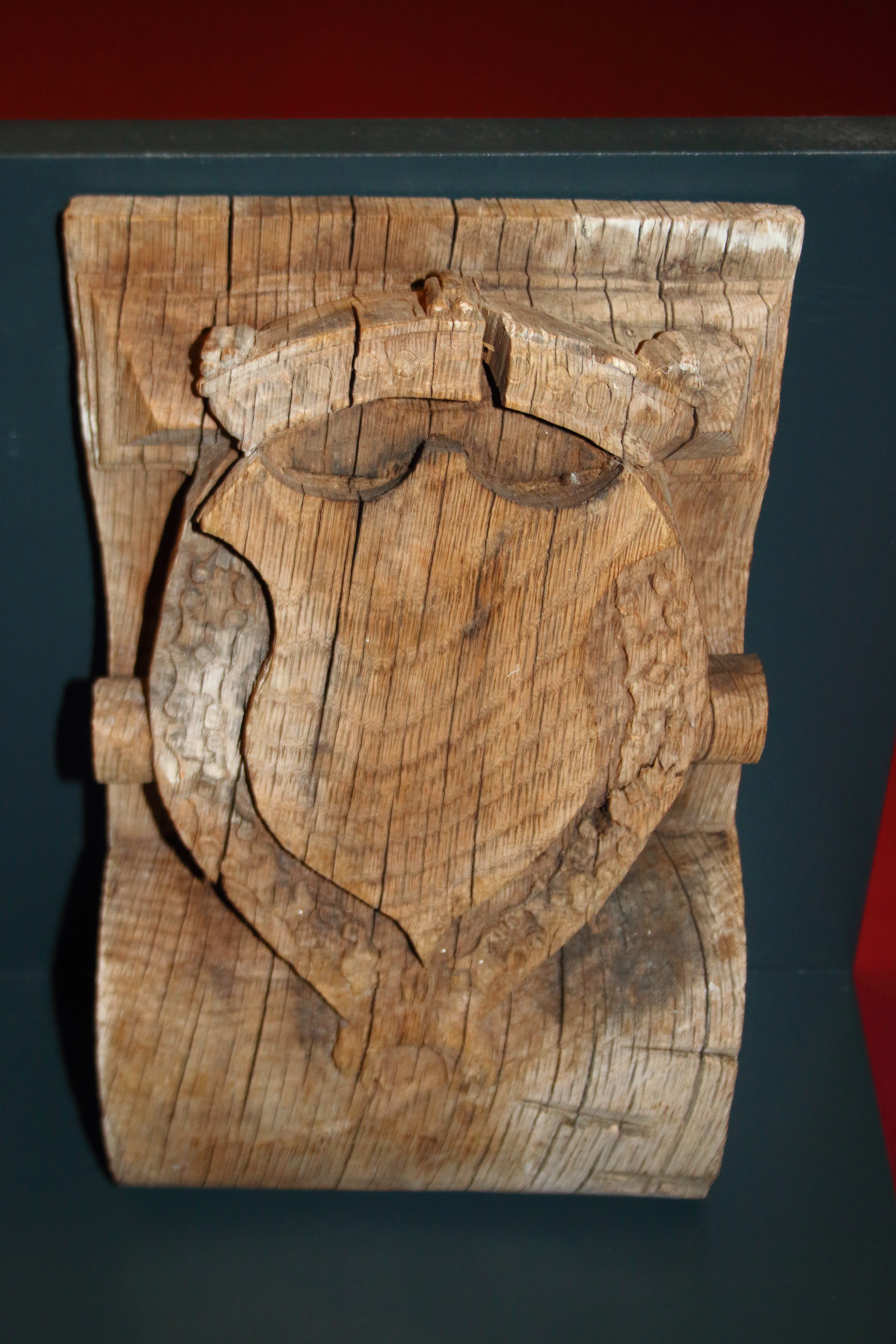
Pièce maîtresse de la poutre de la salle des chevaliers du château avec armoiries de Lamoral d'Egmont.